# Івотська волость
Івотська волость — історична адміністративно-територіальна одиниця Новгород-Сіверського повіту Чернігівської губернії з центром у селі Івот.
Станом на 1885 рік складалася з 17 поселень, 23 сільських громад. Населення — 15 270 осіб (7385 чоловічої статі та 7885 — жіночої), 2251 дворове господарство.
|                     | Площа, десятин | У тому числі орної, дес. |
| ------------------- | -------------- | ------------------------ |
| Сільських громад    | 20873          | 13867                    |
| Приватної власності | 9417           | 4485                     |
| Казенної власності  | 907            | —                        |
| Іншої власності     | 209            | 104                      |
| Загалом             | 31406          | 18456                    |

Найбільші поселення волості на 1885 рік:
- Івот — колишнє державне село при річках Івот і Лопатин за 15 верст від повітового міста, 2703 особи, 442 двори, православна церква, школа, постоялий двір, постоялий будинок, 4 лавки, 20 вітряних млинів, 2 крупорушки.
- Антонівка — колишнє державне село при річці Івотка, 1113 осіб, 182 двори, православна церква, 3 постоялих будинки.
- Богданівка — колишнє державне й власницьке село при річці Шостка, 1528 осіб, 176 дворів, православна церква, 2 постоялих будинки, лавка.
- Каліївка — колишнє державне й власницьке село при озері Довгому, 951 особа, 152 двори, православна церква, кузня, 20 вітряних млинів, крупорушка.
- Остроушки — колишнє державне й власницьке село при річці Івотка, 602 особи, 92 двори, 2 вітряних млини, крупорушка.
- Пирогівка — колишнє власницьке село при річці Десна, 464 особи, 65 дворів, православна церква.
- Погріби — колишнє державне село при річці Десна, 723 особи, 113 дворів, православна церква, 3 вітряних млини, крупорушка.
- Прокопівка — колишнє державне й власницьке село при річці Торкна, 1103 особи, 189 дворів, православна церква, постоялий будинок, 11 вітряних млини.
- Свірж — колишнє власницьке село при струмкові, 519 осіб, 72 двори, православна церква, водяний і вітряний млини, крупорушка, винокурний завод.
- Хроміївка — колишнє державне й власницьке село при озері, 2647 осіб, 381 двір, православна церква, школа, 2 постоялих двори, постоялий будинок, крупорушка.
- Шатрище — колишнє власницьке село при річці Ключища, 2073 особи, 357 дворів, православна церква, постоялий двір, постоялий будинок, вітряний млин, 2 крупорушки, маслобійний завод, 2 лавки, щорічний ярмарок.

1899 року у волості налічувалось 23 сільських громади, населення зросло до 20 041 осіб (10 109 чоловічої статі та 9932 — жіночої).